# Bràtske (Pervomàiske)
|  | Per a altres significats, vegeu «Bràtskoie». |

Bràtske (en (ucraïnès): Братське) és un poble de la República Autònoma de Crimea a Ucraïna, que el 2014 tenia 345 habitants. Pertany al districte rural de Pervomàiske.